# Zeche Landerberg
Die Zeche Landerberg ist ein ehemaliges Steinkohlenbergwerk in Mülheim-Heißen. Das Bergwerk war auch unter den Namen Zeche Lanterberg und Zeche Leanderberg bekannt.

## Bergwerksgeschichte
Im Jahr 1804 war der Schacht Kremer in Förderung, 1809 war das Bergwerk während der Ernte im Sommer außer Betrieb, 1812 wurde am Schacht Stina, auch genannt Schacht Christina, abgebaut, 1815 war der Schacht Laura in Betrieb, 1818 wurde am Schacht Sophia abgebaut. Der Schacht hatte eine Teufe von 14½ Lachter. Im selben Jahr wurde im östlichen Feld die Lagerstätte durch die Zeche Kämpgenswerk aufgeschlossen. 1820 war Schacht Sophia in Betrieb. Ende Mai 1822 wurde die Zeche Landerberg stillgelegt.